# Hungría en el Festival de la Canción de Eurovisión 2017
Hungría participó en el LXII Festival de la Canción de Eurovisión, celebrado en Kiev, Ucrania del 9 al 13 de mayo del 2017, tras la victoria de Jamala con la canción "1944". Hungría decidió mantener como proceso de elección la final nacional conocida como A Dal, utilizada desde el 2012. Un total de 30 participantes se midieron a través de 3 rondas entre enero y febrero del 2017; siendo seleccionado, en la final del día 18 de febrero, Joci Pápai con la canción "Origo", convirtiéndose en el primer artista de origen gitano que representaba a Hungría en el concurso eurovisivo.
Hungría fue sorteado para participar en la segunda semifinal en el festival, manteniendo su buena racha desde su regreso en 2011, al clasificarse por séptima ocasión consecutiva para la gran final. Los resultados, que se dieron a conocer una vez finalizado el concurso, revelaron que el país había logrado igualar su mejor resultado histórico en semifinales: 2° lugar con 231 puntos. Finalmente, Hungría se colocaría en 8° posición en la final con 231 puntos, gracias al apoyo del público, que le otorgó la 7° posición con 152 puntos, mientras el jurado le dio los restantes 49 puntos, colocándolo en el 17° lugar.

## Historia de Hungría en el Festival
Hungría ha aparecido en un total de 14 ocasiones en el Festival desde su debut en 1994. Un año antes, el país había intentado participar en el concurso, teniendo que pasar por la preselección que fungió como semifinal para los nuevos países, Kvalifikacija za Millstreet, sin embargo, no consiguió clasificar de la ronda al no poder posicionarse entre los tres mejores. Su mejor resultado fue precisamente en el año de su debut, con la cantante Friderika Bayer y la canción "Kinek mondjam el vétkeimet?", que finalizó en 4° lugar con 122 puntos. Recientemente, después de años sin lograr grandes éxitos en el concurso, el país decidió regresar al festival tras su paréntesis de 2010, logrando clasificarse, desde entonces, a la gran final, e incluso, posicionándose en el Top 5 en una ocasión, y dentro del Top 10 en otra ocasión.
En 2016, Freddie con la canción "Pioneer" se clasificó en 19° lugar con 108 puntos.

## Representante para Eurovisión

### A Dal 2017
El A Dal 2017, fue la sexta edición de la final nacional húngara para seleccionar su representante en el Festival de la Canción de Eurovisión. La competición consistió en 30 canciones, divididas en 3 eliminatorias. Se clasificaron 6 canciones por eliminatoria, para después realizar dos semifinales con 9 canciones cada una. De cada semifinal se clasificaron 4 canciones, para totalizar 8 finalistas, que se midieron en dos rondas para definir al ganador. En las dos rondas previas a la final, se votó por separado público y el panel del jurado, clasificando el televoto una canción y las restantes clasificaban primeramente por el jurado. En la final, el jurado decidió las 4 canciones que avanzaban a la segunda ronda que se definía al 100% por el televoto.

#### Candidaturas
| Artista                                     | Canción (Traducción)                     | Compositor(es)                                                                         |
| ------------------------------------------- | ---------------------------------------- | -------------------------------------------------------------------------------------- |
| Ádám Szabó                                  | "Together" (Juntos)                      | Música: Dániel Somogyvári, Ádám Szabó / Letra: Kata Kozma                              |
| Andi Tóth                                   | "I've Got Fire" (Tengo fuego)            | Música: Johnny K. Palmer, Dániel Somogyvári / Letra: Johnny K. Palmer                  |
| AnnaElza feat. Júli Kása                    | "Jártam" (Yo fui)                        | Música & Letra: Anna Elza Garay                                                        |
| Benjámin Pál                                | "Father's Eyes" (Ojos de padre)          | Música: Zoltán G. Tóth / Letra: Péter Halász                                           |
| Benji                                       | "Karcok" (Rasguños)                      | Música: Zsolt Szepesi, Le Quang Huy, Gyárfás Máté / Letra: Gábor Budai, Gyárfás Máté   |
| Calidora                                    | "Glory" (Gloria)                         | Música: Dóra Oberritter, Zsolt Szepesi / Letra: Dóra Oberritter, Attila Baross         |
| Chase                                       | "Dust In the Wind" (Polvo en el viento)  | Música: Johnny K. Palmer, Dániel Somogyvári / Letra: Johnny K. Palmer, Dávid Henderson |
| Dávid Henderson                             | "White Shadows" (Sombras blancas)        | Música: Dávid Henderson, Dávid Tóth, Péter Ferencz Peet / Letra: Dávid Henderson       |
| Enikő Muri                                  | "Jericho" (Jericó)                       | Música & Letra: Sebastian Arman, Joachim Persson                                       |
| Gabi Tóth & Freddie Shuman feat. Begi Lotfi | "Hosszú idők" (Largos tiempos)           | Música: Gabriella Tóth, Tibor Molnár, Begi Lotfi, Dávid Nagy / Letra: Tibor Molnár     |
| Gigi Radics                                 | "See It Through" (Míralo a través)       | Música: Georgina Radics, Tamás Radics / Letra: Zoltán Riba, Johnny K. Palmer           |
| Gina Kanizsa                                | "Fall Like Rain" (Caer como la lluvia)   | Música: Petra Várallyay / Letra: Petra Várallyay, Katus Várallyay                      |
| Joci Pápai                                  | "Origo" (Origen)                         | Música & Letra: József Pápai                                                           |
| Kállay Saunders Band                        | "17"                                     | Música: András Kállay, Zsolt Szepesi, Ádám Tóth / András Kállay                        |
| Kata Csondor                                | "Create" (Crear)                         | Música: Kata Csondor, Roland Balogh / Letra: Péter Mihola                              |
| KYRA Fedor                                  | "Got to Be a Day" (Tiene que ser un día) | Música: Kyra Fedor, Csaba Nemes / Letra: Balázs Janky                                  |
| Leander Kills                               | "Élet" (Vida)                            | Música & Letra: Leander Köteles                                                        |
| Mrs. Columbo                                | "Frozen King" (Rey congelado)            | Música: Dorina Galambos, Dániel Somogyvári, Katalin Héjja / Letra: Dorina Galambos     |
| Orsi Sapszon                                | "Hunyd le szemed" (Cierra tus ojos)      | Música: Bálint Sapszon / Letra: Dóra Csenki, Orsi Sapszon                              |
| Peet Project                                | "Kill Your Monster" (Mata tu monstruo)   | Música: Péter Ferencz, Olivér Magán / Letra: Dávid Henderson                           |
| Peter Kovary & The Royal Rebels             | "It's a Riot" (Es un lío)                | Música & Letra: Péter Zsolt Kővári                                                     |
| Rocktenors                                  | "Ősz" (Otoño)                            | Música: Márió Mező, Márk Táborosi / Letra: Zoltán Mező                                 |
| Roma Soul                                   | "Nyitva a ház" (La casa está abierta)    | Música: István Farkas / Letra: Tamás Pajor                                             |
| Soulwave                                    | "Kalandor" (Aventurero)                  | Música: Máté Fodor, Ádám Huszár, Gábor Góczán, Ferenc Szabó / Letra: Máté Fodor        |
| Spoon 21                                    | "Deák"                                   | Música & Letra: Péter Földesi, Márton Grósz, Miklós Adrián Nagy, Kristóf Teremy        |
| The Couple                                  | "Vége van" (Está terminado)              | Música & Letra: Gábor Berkó                                                            |
| The Wings                                   | "Mint a hurrikán!" (Como un huracán)     | Música & Letra: Balázs Szobolits                                                       |
| Viki Singh                                  | "Rain" (Lluvia)                          | Música: Szabolcs Harmath / Letra: Angelika Iványi                                      |
| Zävodi + Olivér Berkes                      | "#háttérzaj" (#fondo)                    | Música: Marcel Závodi / Letra: Gábor Závodi                                            |
| Zoltán Mujahid                              | "On My Own" (Por mi cuenta)              | Música: Zoltán Mujahid / Letra: Johnny K. Palmer                                       |
|                                             |                                          |                                                                                        |
|                                             |                                          |                                                                                        |

#### Eliminatoria 1
La primera eliminatoria se realizó el 14 de enero de 2017, con la participación de 10 canciones. 6 actos se clasificaron a la final a través de dos fases: en la primera ronda, clasificaron los 5 mejores puntuados a través de una votación al 80% del panel del jurado experto y 20% del voto del público. En la segunda fase, la canción más votada por el público dentro de las 5 restantes se clasificó a la semifinal. La cantante Margaret Island fue el acto intermedio durante las votaciones.
| N.º | Artista         | Canción           | Jurado  | Jurado | Jurado       | Jurado  | Público | Lugar | Puntos |
| N.º | Artista         | Canción           | Caramel | Zsedá  | K. Frenreisz | M. Both | Público | Lugar | Puntos |
| --- | --------------- | ----------------- | ------- | ------ | ------------ | ------- | ------- | ----- | ------ |
| 1   | Dávid Henderson | "White Shadows"   | 9       | 8      | 8            | 7       | 5       | 5     | 37     |
| 2   | Leander Kills   | "Élet"            | 9       | 8      | 8            | 9       | 6       | 1     | 40     |
| 3   | Calidora        | "Glory"           | 7       | 7      | 5            | 6       | 5       | 10    | 30     |
| 4   | The Wings       | "Mint a hurrikán" | 7       | 7      | 7            | 6       | 5       | 8     | 32     |
| 5   | Viki Singh      | "Rain"            | 9       | 9      | 8            | 7       | 6       | 3     | 39     |
| 6   | Spoon 21        | "Deák"            | 9       | 9      | 8            | 7       | 6       | 3     | 39     |
| 7   | Kata Csondor    | "Create"          | 6       | 7      | 6            | 7       | 6       | 8     | 32     |
| 8   | Benji           | "Karcok"          | 6       | 8      | 9            | 7       | 6       | 6     | 36     |
| 9   | Rocktenors      | "Ősz"             | 7       | 7      | 7            | 6       | 6       | 7     | 33     |
| 10  | Roma Soul       | "Nyitva a ház"    | 9       | 8      | 8            | 9       | 6       | 1     | 40     |

#### Eliminatoria 2
La segunda eliminatoria se realizó el 28 de enero de 2017, con la participación de 10 canciones. Al igual que en la eliminatoria anterior, 6 actos se clasificaron a la final a través de dos fases: en la primera ronda, clasificaron los 5 mejores puntuados a través de una votación al 80% del panel del jurado experto y 20% del voto del público. En la segunda fase, la canción más votada por el público dentro de las 5 restantes se clasificó a la semifinal. La presentación de Csaba Vastag fue el acto intermedio durante las votaciones.
| N.º | Artista                         | Canción             | Jurado  | Jurado | Jurado       | Jurado  | Público | Lugar | Puntos |
| N.º | Artista                         | Canción             | Caramel | Zsedá  | K. Frenreisz | M. Both | Público | Lugar | Puntos |
| --- | ------------------------------- | ------------------- | ------- | ------ | ------------ | ------- | ------- | ----- | ------ |
| 1   | Peet Project                    | "Kill Your Monster" | 8       | 9      | 9            | 8       | 6       | 3     | 40     |
| 2   | Andi Tóth                       | "I've Got a Fire"   | 7       | 8      | 7            | 6       | 6       | 9     | 34     |
| 3   | AnnaElza feat. Juli Kása        | "Jártam"            | 8       | 7      | 6            | 8       | 5       | 9     | 34     |
| 4   | Chase                           | "Dust In the Wind"  | 9       | 9      | 8            | 7       | 6       | 4     | 39     |
| 5   | Mrs. Columbo                    | "Frozen King"       | 8       | 8      | 8            | 8       | 6       | 5     | 38     |
| 6   | Kállay Saunders Band            | "17"                | 9       | 9      | 9            | 8       | 7       | 1     | 42     |
| 7   | Zoltán Mujahid                  | "On My Own"         | 8       | 8      | 7            | 6       | 7       | 7     | 36     |
| 8   | Peter Kovary & The Royal Rebels | "It's a Riot"       | 8       | 7      | 8            | 7       | 6       | 7     | 36     |
| 9   | Gina Kanizsa                    | "Fall Like Rain"    | 10      | 9      | 9            | 9       | 5       | 1     | 42     |
| 10  | Ádám Szabó                      | "Together"          | 8       | 8      | 7            | 7       | 8       | 6     | 38     |

#### Eliminatoria 3
La tercera y última eliminatoria se realizó el 4 de febrero de 2017, con la participación de las últimas 10 canciones. Inicialmente, esta sería la segunda eliminatoria a realizarse el día 21 de enero, sin embargo, ese día se decidió posponer la transmisión del show debido al accidente carretero en Verona, en el cual murieron varios estudiantes húngaros que volvían de un viaje escolar. El 24 de enero se anunció que esta eliminatoria pasaría a transmitirse dos semanas después de la fecha original, una vez realizada las eliminatorias restantes. Al igual que la eliminatoria anterior, 6 actos se clasificaron a la final a través de dos fases: en la primera ronda, clasificaron los 5 mejores puntuados a través de una votación al 80% del panel del jurado experto y 20% del voto del público. En la segunda fase, la canción más votada por el público dentro de las 5 restantes se clasificó a la semifinal. La presentación de Irie Maffia fue el acto intermedio durante las votaciones.
| N.º | Artista                                     | Canción           | Jurado  | Jurado | Jurado       | Jurado  | Público | Lugar | Puntos |
| N.º | Artista                                     | Canción           | Caramel | Zsedá  | K. Frenreisz | M. Both | Público | Lugar | Puntos |
| --- | ------------------------------------------- | ----------------- | ------- | ------ | ------------ | ------- | ------- | ----- | ------ |
| 1   | Kyra Fedor                                  | "Got to Be a Day" | 7       | 7      | 8            | 6       | 6       | 9     | 34     |
| 2   | Zävodi + Olivér Berkes                      | "#háttérzaj"      | 9       | 9      | 9            | 9       | 5       | 2     | 41     |
| 3   | Gabi Tóth & Freddie Shuman feat. Begi Lotfi | "Hosszú idők"     | 9       | 9      | 8            | 8       | 7       | 2     | 41     |
| 4   | Orsi Sapszon                                | "Hunyd le szemed" | 8       | 8      | 8            | 8       | 5       | 6     | 37     |
| 5   | Soulwave                                    | "Kalandor"        | 7       | 8      | 6            | 6       | 7       | 9     | 34     |
| 6   | The Couple                                  | "Vége van"        | 8       | 8      | 8            | 9       | 5       | 5     | 38     |
| 7   | Enikő Muri                                  | "Jericho"         | 8       | 8      | 7            | 7       | 6       | 8     | 36     |
| 8   | Benjámin Pál                                | "Father's Eyes"   | 8       | 8      | 8            | 6       | 7       | 6     | 37     |
| 9   | Gigi Radics                                 | "See It Through"  | 10      | 9      | 9            | 8       | 7       | 1     | 43     |
| 10  | Joci Pápai                                  | "Origo"           | 10      | 9      | 8            | 8       | 6       | 2     | 41     |

#### Semifinal 1
| N.º | Artista         | Canción            | Jurado  | Jurado | Jurado       | Jurado  | Público | Lugar | Puntos |
| N.º | Artista         | Canción            | Caramel | Zsedá  | K. Frenreisz | M. Both | Público | Lugar | Puntos |
| --- | --------------- | ------------------ | ------- | ------ | ------------ | ------- | ------- | ----- | ------ |
| 1   | Soulwave        | "Kalandor"         | 8       | 8      | 7            | 7       | 7       | 5     | 37     |
| 2   | Viki Singh      | "Rain"             | 8       | 8      | 9            | 7       | 6       | 4     | 38     |
| 3   | Chase           | "Dust In the Wind" | 8       | 8      | 8            | 7       | 6       | 5     | 37     |
| 4   | The Couple      | "Vége van"         | 8       | 7      | 7            | 9       | 5       | 9     | 36     |
| 5   | Spoon 21        | "Deák"             | 8       | 8      | 8            | 7       | 6       | 5     | 37     |
| 6   | Gigi Radics     | "See It Through"   | 9       | 9      | 9            | 8       | 7       | 3     | 42     |
| 7   | Dávid Henderson | "White Shadows"    | 8       | 7      | 8            | 8       | 6       | 5     | 37     |
| 8   | Joci Pápai      | "Origo"            | 10      | 10     | 9            | 9       | 7       | 1     | 45     |
| 9   | Gina Kanizsa    | "Fall Like Rain"   | 10      | 10     | 10           | 10      | 5       | 1     | 45     |

#### Semifinal 2
| N.º | Artista                                     | Canción             | Jurado  | Jurado | Jurado       | Jurado  | Público | Lugar | Puntos |
| N.º | Artista                                     | Canción             | Caramel | Zsedá  | K. Frenreisz | M. Both | Público | Lugar | Puntos |
| --- | ------------------------------------------- | ------------------- | ------- | ------ | ------------ | ------- | ------- | ----- | ------ |
| 1   | Ádám Szabó                                  | "Together"          | 8       | 8      | 7            | 7       | 7       | 7     | 37     |
| 2   | Mrs. Columbo                                | "Frozen King"       | 8       | 8      | 7            | 8       | 6       | 7     | 37     |
| 3   | Roma Soul                                   | "Nyitva a ház"      | 9       | 8      | 7            | 8       | 6       | 5     | 38     |
| 4   | Peet Project                                | "Kill Your Monster" | 8       | 9      | 8            | 7       | 6       | 5     | 38     |
| 5   | Kállay Saunders Band                        | "Seventeen"         | 9       | 9      | 9            | 8       | 7       | 4     | 42     |
| 6   | Zävodi + Olivér Berkes                      | "#háttérzaj"        | 10      | 9      | 10           | 9       | 5       | 2     | 43     |
| 7   | Leander Kills                               | "Élet"              | 9       | 10     | 9            | 9       | 6       | 2     | 43     |
| 8   | Gabi Tóth & Freddie Shuman feat. Begi Lotfi | "Hosszú idők"       | 9       | 10     | 9            | 9       | 7       | 1     | 44     |
| 9   | Benji                                       | "Karcok"            | 8       | 7      | 7            | 6       | 5       | 9     | 33     |

#### Final
| N.º | Artista                                    | Canción          | Jurado  | Jurado | Jurado       | Jurado  | Lugar | Puntos |
| N.º | Artista                                    | Canción          | Caramel | Zsedá  | K. Frenreisz | M. Both | Lugar | Puntos |
| --- | ------------------------------------------ | ---------------- | ------- | ------ | ------------ | ------- | ----- | ------ |
| 1   | Gabi Tóth & Freddie Shumanfeat. Begi Lotfi | "Hosszú idők"    | 4       | 4      | 0            | 4       | 5     | 12     |
| 2   | Soulwave                                   | "Kalandor"       | 0       | 0      | 0            | 0       | 7     | 0      |
| 3   | Gigi Radics                                | "See It Through" | 6       | 8      | 0            | 0       | 3     | 14     |
| 4   | Kállay Saunders Band                       | "Seventeen"      | 0       | 0      | 0            | 0       | 7     | 0      |
| 5   | Leander Kills                              | "Élet"           | 0       | 0      | 8            | 0       | 6     | 8      |
| 6   | Zävodi + Olivér Berkes                     | "#háttérzaj"     | 8       | 6      | 10           | 6       | 2     | 30     |
| 7   | Joci Pápai                                 | "Origo"          | 10      | 10     | 6            | 8       | 1     | 34     |
| 8   | Gina Kanizsa                               | "Fall Like Rain" | 0       | 0      | 4            | 10      | 3     | 14     |

| Artista                | Canción          | Lugar |            |         |   |
| ---------------------- | ---------------- | ----- | ---------- | ------- | - |
| Artista                | Canción          | Lugar | Joci Pápai | "Origo" | 1 |
| Zävodi + Olivér Berkes | "#háttérzaj"     | -     |            |         |   |
| Gina Kanizsa           | "Fall Like Rain" | -     |            |         |   |
| Gigi Radics            | "See It Through" | -     |            |         |   |

- Datos: Q25468293
- Multimedia: Hungary in the Eurovision Song Contest 2017 / Q25468293